# 어빈 (스코틀랜드)

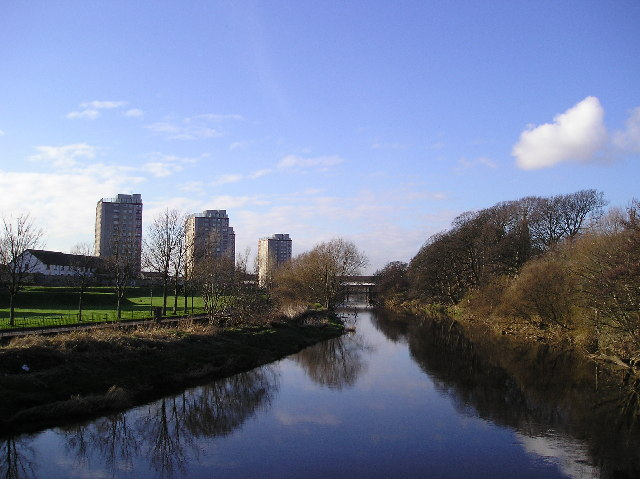
어빈

어빈(영어: Irvine, 스코트어: Irvin, 스코틀랜드 게일어: Irbhinn)은 스코틀랜드 노스에어셔의 도시로 인구는 33,698명(2011년 기준)이다.